# Vääräsaari (ö i Södra Savolax, Nyslott, lat 62,12, long 28,67)
Vääräsaari är en ö i Finland. Den ligger i sjön Enonvesi och i kommunen Nyslott i  landskapet Södra Savolax, i den sydöstra delen av landet, 290 km nordost om huvudstaden Helsingfors. Öns area är 51,2 hektar och dess största längd är 1,5 kilometer i sydöst-nordvästlig riktning.